# Dzidzilché (Cantamayec)
Dzidzilché es una localidad del municipio de Cantamayec en Yucatán, México.

## Toponimia
El nombre (Dzidzilché) significa en maya yucateco árbol de miel  (Gymnopodium floribundum).

## Datos históricos
- En 1990 cambia de nombre de Dzichilché a Dzidzilché.

## Demografía
Según el censo de 2005 realizado por el INEGI, la población de la localidad era de 0 habitantes.
| 9                           | 2 | 0 | 0 | 0 | 0 |
| (Fuente: INEGI [Consultar]) |   |   |   |   |   |